# Хюсай, Эльсеид
Эльсеид Гёзим Хюсай (алб. Elseid Gëzim Hysaj; род. 2 февраля 1994, Шкодер) — албанский футболист, правый защитник клуба «Лацио» и сборной Албании. Участник двух чемпионатов Европы (2016 и 2024).

## Биография

### Ранние годы

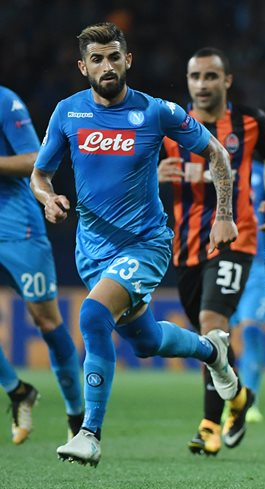
Хюсай в составе «Наполи»

Два месяца спустя после рождения Эльсеида его отец Гэзим эмигрировал в Италию, как и многие албанцы, переехавшие в Италию в поисках работы и лучшей жизни в 1990-е годы. Сам Эльсеид оставался в Шкодере с матерью и бабушкой, пока его отец работал в Италии каменщиком. Гэзим Хюсай познакомился с итальянским футбольным агентом Марко Пиккьоли, предложив ему присмотреться к своему сыну, но Пиккьоли посоветовал Гэзиму подождать, поскольку Эльсейду было всего 10 лет. Когда Эльсеиду исполнилось 14, он отправился в Италию и при помощи Пиккьоли прошёл просмотр в нескольких клубах, в том числе в «Фиорентине», но реальный интерес к нему проявил лишь «Эмполи».

### «Эмполи»
Хюсай был впервые привлечен к матчам главной команды в сезоне 2011/12, когда «Эмполи» играл против «Варезе» 9 октября 2011 года, но весь матч провел на скамейке запасных. В ходе сезона он ещё дважды попадал в заявку команды, но также не выходил на поле. Свой первый матч на профессиональном уровне Хюсай провёл 24 ноября 2011 года, отыграв весь матч против «Фиорентины» в Кубке Италии (1:2).
В чемпионате Италии Хюсай дебютировал 20 октября 2012 года в игре против «Виртус Ланчано» (3:0), выйдя на замену на 67-й минуте. «Эмполи» завершил тот сезон на 4-м месте и вышел в раунд плей-офф за выход в Серию А. В полуфиналах Хюсай сыграл два полных матча против «Новары». В финале раунда плей-офф Эмполи играл против «Ливорно». 29 мая 2013 года Хюсай отыграл 90 минут первого финального матча, завершившегося вничью 1-1, а в ответном матче Ливорно оказался сильнее — 1-0 — и вышел в Серию А.
Хюсай в сезоне 2012/13 сыграл 35 матчей — 30 в Серии В, 1 в кубке Италии и 4 в раунде плей-офф. 19 сентября 2013 года Хюсай продлил контракт с Эмполи до 2015 года. Свой первый карьере гол игрок забил 17 апреля 2014 года в ворота «Виртус Ланчано» (1-2). 30 мая 2014 года, заняв 2-е место в Серии В, «Эмполи» впервые за 6 лет вернулся в Серию А. Хюсай дебютировал в Серии А 31 августа 2014 года в 1-м туре первенства против «Удинезе» (0:2). По ходу сезона он продлил контракт до июня 2017 года. 2015-й год Хюсай начал отлично: «Эмполи» сыграл вничью 0:0 с «Вероной», а сам защитник вошёл в символическую сборную тура.

### «Наполи»
В июле 2015 года Хюсай подписал контракт с «Наполи», последовав за своим бывшим одноклубником Мирко Вальдифьори и тренером Маурицио Сарри. Контракт рассчитан на 5 лет, «Эмполи» получил за игрока 6 млн евро.

### Карьера в сборной
Хюсай сыграл 3 матча за юношескую сборную Албании в отборе к чемпионату Европы 2011 года.
Удачными выступлениями за Эмполи Хюсай привлек внимание Паоло Трамеццани, ассистента тренера основной сборной Албании Джанни де Бьязи, который вызвал его на товарищеский матч против Грузии 6 февраля 2013 года. С этого времени Хюсай является основным защитником сборной Албании.

## Достижения
«Наполи»
- Обладатель Кубка Италии: 2019/20

## Статистика
| Выступление      | Выступление      | Выступление      | Чемпионат | Чемпионат | Кубки | Кубки | Еврокубки | Еврокубки | Прочие | Прочие | Итого | Итого |
| Клуб             | Лига             | Сезон            | Игры      | Голы      | Игры  | Голы  | Игры      | Голы      | Игры   | Голы   | Игры  | Голы  |
| ---------------- | ---------------- | ---------------- | --------- | --------- | ----- | ----- | --------- | --------- | ------ | ------ | ----- | ----- |
| Эмполи           | Серия B          | 2011/12          | 0         | 0         | 1     | 0     | 0         | 0         | 0      | 0      | 1     | 0     |
| Эмполи           | Серия B          | 2012/13          | 30        | 0         | 1     | 0     | 0         | 0         | 4      | 0      | 35    | 0     |
| Эмполи           | Серия B          | 2013/14          | 32        | 1         | 2     | 0     | 0         | 0         | 0      | 0      | 34    | 1     |
| Эмполи           | Серия A          | 2014/15          | 36        | 0         | 3     | 0     | 0         | 0         | 0      | 0      | 39    | 0     |
| Эмполи           | Итого            | Итого            | 98        | 1         | 7     | 0     | 0         | 0         | 4      | 0      | 109   | 1     |
| Наполи           | Серия A          | 2015/16          | 37        | 0         | 1     | 0     | 5         | 0         | 0      | 0      | 43    | 0     |
| Наполи           | Серия A          | 2016/17          | 35        | 0         | 3     | 0     | 7         | 0         | 0      | 0      | 45    | 0     |
| Наполи           | Серия A          | 2017/18          | 35        | 0         | 2     | 0     | 10        | 0         | 0      | 0      | 47    | 0     |
| Наполи           | Серия A          | 2018/19          | 27        | 0         | 1     | 0     | 7         | 0         | 0      | 0      | 35    | 0     |
| Наполи           | Серия A          | 2019/20          | 20        | 1         | 4     | 0     | 0         | 0         | 0      | 0      | 24    | 1     |
| Наполи           | Серия A          | 2020/21          | 24        | 0         | 3     | 0     | 2         | 0         | 0      | 0      | 29    | 0     |
| Наполи           | Итого            | Итого            | 178       | 1         | 14    | 0     | 31        | 0         | 0      | 0      | 223   | 1     |
| Лацио            | Серия A          | 2021/22          | 29        | 1         | 2     | 0     | 7         | 0         | 0      | 0      | 38    | 1     |
| Лацио            | Серия A          | 2022/23          | 34        | 1         | 1     | 0     | 8         | 0         | 0      | 0      | 43    | 1     |
| Лацио            | Серия A          | 2023/24          | 22        | 0         | 4     | 0     | 5         | 0         | 0      | 0      | 31    | 0     |
| Лацио            | Итого            | Итого            | 85        | 2         | 7     | 0     | 20        | 0         | 0      | 0      | 112   | 2     |
| Всего за карьеру | Всего за карьеру | Всего за карьеру | 361       | 4         | 28    | 0     | 51        | 0         | 4      | 0      | 444   | 4     |

| Матчи Хюсая за сборную Албании | Матчи Хюсая за сборную Албании | Матчи Хюсая за сборную Албании | Матчи Хюсая за сборную Албании | Матчи Хюсая за сборную Албании | Матчи Хюсая за сборную Албании | Матчи Хюсая за сборную Албании | Матчи Хюсая за сборную Албании |
| №                              | Дата                           | Оппонент                       | Счёт                           | Минуты                         | Голы                           | Соревнование                   |                                |
| ------------------------------ | ------------------------------ | ------------------------------ | ------------------------------ | ------------------------------ | ------------------------------ | ------------------------------ | ------------------------------ |
| 1                              | 7 июня 2013                    | Норвегия                       | 1:0                            | 25                             | 0                              | Отборочный матч ЧМ-2014        |                                |
| 2                              | 15 ноября 2013                 | Беларусь                       | 0:0                            | 8                              | 0                              | Товарищеский матч              |                                |
| 3                              | 4 июня 2014                    | Венгрия                        | 0:1                            | 90                             | 0                              | Товарищеский матч              |                                |
| 4                              | 8 июня 2014                    | Сан-Марино                     | 3:0                            | 82                             | 0                              | Товарищеский матч              |                                |
| 5                              | 7 сентября 2014                | Португалия                     | 1:0                            | 90                             | 0                              | Отборочный матч ЧЕ-2016        |                                |
| 6                              | 11 октября 2014                | Дания                          | 1:1                            | 120                            | 0                              | Отборочный матч ЧЕ-2016        |                                |
| 7                              | 14 октября 2014                | Сербия                         | 3:0                            | 90                             | 0                              | Отборочный матч ЧЕ-2016        |                                |
| 8                              | 14 ноября 2014                 | Франция                        | 1:1                            | 90                             | 0                              | Товарищеский матч              |                                |
| 9                              | 18 ноября 2014                 | Италия                         | 0:1                            | 74                             | 0                              | Товарищеский матч              |                                |
| 10                             | 29 марта 2015                  | Армения                        | 2:1                            | 90                             | 0                              | Отборочный матч ЧЕ-2016        |                                |
| 11                             | 13 июня 2015                   | Франция                        | 1:0                            | 90                             | 0                              | Товарищеский матч              |                                |
| 12                             | 8 октября 2015                 | Сербия                         | 0:2                            | 90                             | 0                              | Отборочный матч ЧЕ-2016        |                                |
| 13                             | 11 октября 2015                | Армения                        | 3:0                            | 90                             | 0                              | Отборочный матч ЧЕ-2016        |                                |